# Музей стел
Лес стел (碑林; Бэйлинь) — название музея в Сиане в районе Бэйлинь, в котором собраны стелы, воздвигнутые в Чанъане (предшественник Сианя) в различные периоды китайской истории. Наиболее значительные с исторической точки зрения памятники относятся к эпохе династии Тан. Многие пострадали во время Великого китайского землетрясения 1556 года. К числу наиболее ценных экспонатов относятся рельефы, некогда украшавшие стены мавзолея императора Тайцзуна, и Несторианская стела 781 года, сообщающая о миссионерских успехах Ассирийской церкви Востока в танском Китае. Также в музее хранится Памятник Цинь Ли.